# 索斯诺夫卡村委员会
索斯诺夫卡村委员会（俄语：Сосновский сельсовет），是俄罗斯联邦阿穆尔州谢雷舍沃区所属的一个村委员会。其辖下有4个居民点，行政中心为索斯诺夫卡。根据2016年统计，该村委员会的人口为519人。